# Katyń Miednoje Charków 1940 (monety)
Katyń Miednoje Charków 1940 – dwie monety o identycznym wzorze rysunków awersu i rewersu – okolicznościowa o nominale 2 złote bita w miedzioniklu i kolekcjonerska o nominale 20 złotych bita stemplem lustrzanym w srebrze, projektów: Ewy Tyc-Karpińskiej (awers) i Roussanki Nowakowskiej (rewers), wprowadzone do obiegu przez Narodowy Bank Polski 3 kwietnia 1995 r., w 55. rocznicę pierwszego transportu polskich jeńców wojennych z Kozielska do Katynia.